# 牧野田彩
牧野田 彩（まきのだ あや、1980年2月17日 - 2010年10月23日）は、日本の元歌手、タレント、AV女優。大阪府枚方市出身。
2004年にデビューしたAYA、2006年以降のソフト・オン・デマンドグループ作品に出演しているAYA（福永あや）とは別人。

## 略歴
1996年、テレビ番組「ASAYAN」に出場。オーディション出場時は審査員の久保こーじから「後藤久美子のルックスを思わす美少女」と言われ、評価が高かった。期間限定ユニット「L☆IS」のメンバーとして「Running On」でCDデビュー。同年10月のユニット解散後は、主にタレントやレースクイーンなどで活動。
2008年12月発売の雑誌『FLASH』で初ヌードを披露。
2009年5月、AYA名義で『FIRST IMPRESSION 42』でアイデアポケットよりAVデビュー。
2010年10月23日、東京都内のマンション自室7階から飛び降り自殺。30歳没。生前から、「芸能界の大物に殺される。」という言葉を何度も友人らに訴えていたともされる。

## 作品

### イメージビデオ
- BLACK CRYSTAL（2009年1月23日、イー・ネット・フロンティア）

### アダルトビデオ
※撮りおろし作品のみ
- FIRST IMPRESSION 42（2009年5月1日、アイデアポケット）※AVデビュー作
- Real Race Queen（2009年6月1日、アイデアポケット）
- DIGITAL CHANNEL 60（2009年7月1日、アイデアポケット）
- しみけんの新人ぶった斬りFUCK 6本番（2009年8月1日、アイデアポケット）
- WATER POLE 79（2009年8月11日、プレステージ）
- オタキモファンと強制SEX（2009年9月10日、プレステージ）
- 芸能人の究極6本番×オールごっくん（2009年10月1日、アイデアポケット）
- 芸能人美女の大量ぶっかけ&大量ごっくん（2009年11月1日、アイデアポケット）
- 大ハード（2009年12月1日、アイデアポケット）
- 芸能人、お貸しします。 番外SP（2010年1月13日、プレステージ）
- ヤリたい放題 10（2010年2月10日、プレステージ）
- これが限界ギリギリ露出街中潮吹き アクメ自転車がイクッ!! アクメ第7形態（2010年3月18日、SODクリエイト）
- 裏・AYA 芸能人スペシャル（2010年6月25日、ケイ・エム・プロデュース）
- 鬼降臨!芸能人AYA 〜鬼シリーズ全制覇!〜（2010年6月25日、レアル・ワークス）
- 中出し輪姦ペット 芸能人AYA（2010年7月16日、ケイ・エム・プロデュース）
- 鬼イラマチオ 外伝 魅惑のセクシーイラマチオ 芸能人AYA（2010年7月23日、レアル・ワークス）

### CD
L☆ISを参照。